# Grotta, Lappland
Grotta är en sjö i Storumans kommun i Lappland och ingår i Ranas huvudavrinningsområde. Sjön har en area på 0,114 kvadratkilometer och ligger 820,7 meter över havet. Grotta ligger i Vindelfjällen Natura 2000-område.

## Delavrinningsområde
Grotta ingår i det delavrinningsområde (733899-146277) som SMHI kallar för Utloppet av Lill-Uman. Medelhöjden är 708 meter över havet och ytan är 24,63 kvadratkilometer. Räknas de 6 avrinningsområdena uppströms in blir den ackumulerade arean 87,49 kvadratkilometer. Avrinningsområdets utflöde Litle Umelva mynnar i havet. Avrinningsområdet består mestadels av öppen mark (32 procent) och kalfjäll (44 procent). Avrinningsområdet har 5,08 kvadratkilometer vattenytor vilket ger det en sjöprocent på 20,6 procent.